# Голова

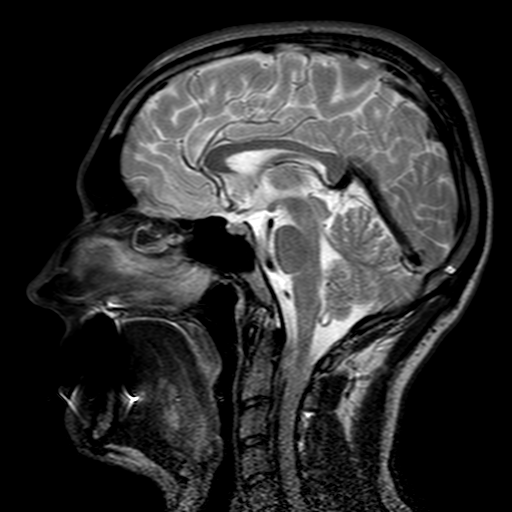
Голова человека

Голова́ (лат. Caput) — передняя часть тела животного или человека, в которой находятся мозг, органы зрения, вкуса, обоняния, слуха и рот. Отдельная голова есть у позвоночных, насекомых (см. голова насекомого), ряда ракообразных и моллюсков.
Передняя часть головы человека называется лицом, животного — мордой. Обычно голова соединена с телом шеей, но у рыб, земноводных и других примитивных позвоночных (миноговые, миксиновые) шея отсутствует. Шея позволяет голове поворачиваться и держать определённую позицию в пространстве.

## Этимология
Русское слово «голова» восходит к праслав. *golva.

## Части головы
Внешние:
- волосы, кожа, уши
- лицо (морда у животных)
- макушка, темя, затылок (родничок, у младенцев)
- шея — кадык, второй подбородок
- У животных, птиц и насекомых — хобот (хоботок), клюв, вибриссы, усики

Внутренние:
- череп, челюсть, верхние отделы позвоночника, мышцы головы
- мозг, носоглотка, вестибулярный аппарат

### Лицо
Лицо — передняя часть головы человека. Кроме рук, единственная максимально открытая часть тела человека, независимо от места проживания.

#### Состав
- глаза — белки глаз, радужка (определяет цвет глаз), зрачок, веки, эпикантус, надбровные дуги
- нос
- щёки
- рот — губы, зубы (видимые при улыбке)
- скулы
- подбородок
- лоб
- виски
- уши
- волосы и их отсутствие — усы, борода, бакенбарды, брови, ресницы

#### Морфология,антропометрия
Известны классические художественные пропорции человеческого лица. Например, они упомянуты у Леонардо да Винчи в тексте к Витрувианскому человеку.

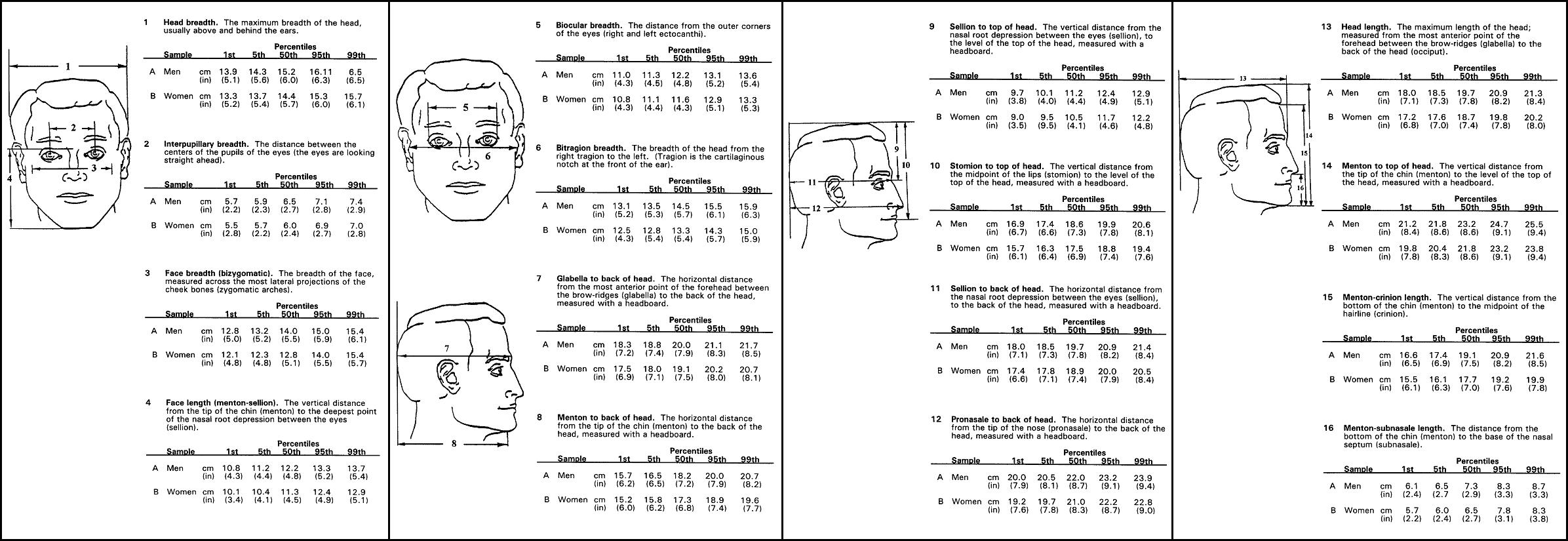
Типичные пропорции европейского мужского лица

#### Особенности кожи
- карта жировых желёз
- карта потовых желёз (лоб, например, потеет больше подбородка)
- карта кровоснабжения
- карта «грубости» кожи (у глаз, например, кожа более тонкая)
- иннервация (тройничным нервом, например)

#### Разнообразие
Черты лиц весьма разнообразны. Есть различия по базовым признакам, есть более тонкие.

##### Гендерные (по полу)
Мужские и женские лица отличаются по ряду признаков. Во взрослых лицах есть очевидные отличия — такие, как борода и бакенбарды у мужчин. Остальные отличия не столь очевидны, однако большинство людей на взгляд легко отличит мужское лицо от женского, но затруднится назвать конкретные признаки.
см. также Пол (биология) и Половой диморфизм

##### Возрастные
Лица людей разного возраста тоже сильно отличаются. Среди отличий — размеры, форма и количество морщин, гладкость и структура кожи, и т. п.
см. также Возраст биологический

##### Расовые
у африканцев, китайцев и европейцев основные пропорции черт лица значительно различаются.
см. также Раса

#### Фоторобот
Для нужд криминалистики было придумано собирать лица из отдельных элементов.

#### Типологии
см. также физиогномика
— соционическая

#### Мимика
Лицо активно участвует в невербальном общении (мимика).
Примеры выражений лица и гримас:
- глаза — широко открытые, прищуренные, наклонённые брови, взгляд
- нос — напряжённые ноздри
- щёки — надутые щёки
- рот, губы — широко открыт, губы сжаты или вытянуты
- подбородок — касания подбородка и рта рукой

С 1978 года существует «система кодирования лицевых движений» (FACS), разработанная командой Пола Экмана, перечисляющая ключевые мимические мышцы и позволяющая записывать выражения лица, ими образуемое.

### Функции
Многие части головы — в частности, полости рта, носа, пазухи черепа и глотка — служат резонаторами для голоса, например при пении. Мягкие ткани в районе рта — губы, щёки, мягкое нёбо, язык, язычок — участвуют в артикуляции, и составляют артикуляционный аппарат.

### Заболевания
Некоторые генетические заболевания сказываются на внешнем виде лица — см, например, Болезнь Дауна, Гидроцефалия и т. п.
Известны такие пороки развития, как заячья губа, волчья пасть.
Кожные заболевания тоже случаются на коже лица. Например, юношеские угри, прыщи (в общем — Акне). Так же широко известен герпес, периодически дающий высыпания на губах.
Следы на лице оставляет и Алкоголизм — у алкоголиков зачастую красный нос, изрытая кожа.
Так же к голове относятся головная боль, менингит, ринит, фарингит, аденоиды, психические заболевания, инсульт, рак мозга, …

#### Связанные профессии и области знаний

##### Медицинские
- Нейрохирург
- Оториноларингология (врач — «Ухогорлонос»)
- Пластическая хирургия
- Косметолог
- Логопед, Фонолог
- Психолог, Психотерапевт
- Френология (поверье)

##### Прочие
- Парикмахер, Стилист
- Актёр (лицедей)

### Методы исследования и вмешательства

#### Медицинские

##### Неинвазивные наблюдения
- Электроэнцефалограмма
- Транскраниальная магнитная стимуляция позволяет не только отслеживать, но и воздействовать на активность разных зон коры мозга.
- Позитронно-эмиссионная томография позволяет отслеживать в режиме реального времени активность разных зон мозга
- Рентгенография, рентгеноскопия, Рентгеновская компьютерная томография, в том числе дентальная
- Магнитно-резонансная томография
- Осмотр, в частности с использованием специальных ЛОР-инструментов и пальпации
- Психологическое тестирование

##### Хирургические
- Нейрохирургия
- Трепанация черепа
- Трепанация сосцевидного отростка
- Стереотаксис
- Лоботомия
- Электрошоковая терапия